# 天主教納爾多-加利波利教區
天主教納爾多-加利波利教區（拉丁語：Dioecesis Neritonensis-Gallipolitana）是天主教會在義大利的一個教區。屬萊切總教區。

## 歷史
加利波利第一位有文獻記載的主教出現於551年。拜占庭時期屬聖瑟弗瑞娜總教區。1067年後屬奧特朗托總教區。1513年前仍舉行拜占庭禮。
納爾多教區成立於1413年1月12日，直屬聖座。
1980年10月20日兩教區歸於新成立的萊切教省之下。1983年9月30日起兩個教區由同一位主教牧養。1986年9月30日成立新的教區並易名至今。

## 現況
教區包括萊切省西部，教座位於納爾多。2004年有教友204,093人，佔轄區總人口99.0%。教區下轄七十二個堂區，有138名司鐸。現任教區主教為費南多·費洛格拉納。